# Обдарен
Обдарен (енгл. Hung) америчка је телевизијска серија коју су створили Колет Берсон и Дмитриј Липкин за HBO. Томас Џејн глуми Реја Дрекера, средњошколског кошаркашког и бејзбол тренера из предграђа Детроита који прибегава проституцији. Приказивана је од 28. јуна 2009. до 4. децембра 2011. године, а састоји се од три сезоне и 30 епизода.

## Радња
Пре много година у средњој школи, Реј Дрекер био је спортски, популаран тип којег је чекао успех. Сад, као средовечни средњошколски професор и кошаркашки тренер, он је потплаћен, несигуран и огорчен што га је супруга након двадесет година оставила због свог дерматолога. Након што пожар оштети његову оронулу кућу у Детроиту коју је наследио од својих родитеља, Рејева лоша срећа пада до самог дна кад се његова деца, близанци, који су становали с њим, преселе код своје мајке и њеног супруга опседнутим чистоћом.
Пошто очајна времена изискују очајна средства, обдарени Реј одлучи искористити свој највећи адут, у нади да ће тиме побољшати своју будућност. Уз помоћ пријатељице Танје, која неочекивано постаје његова сводница, Реј упловљава у неистражене воде и постаје жиголо, покушавајући да уравнотежи потребе свакодневног живота с успонима и падовима захвата о којем не зна скоро ништа, али за чију је експлоатацију можда јединствено добро квалификован.

## Улоге
| Глумац             | Улога         |
| ------------------ | ------------- |
| Томас Џејн         | Реј Дрекер    |
| Џејн Адамс         | Танја Скангл  |
| Ен Хејч            | Џесика Хаксон |
| Чарли Сакстон      | Дејмон Дрекер |
| Сијаноа Смит Макфи | Дарби Дрекер  |
| Еди Џејмисон       | Рони Хаксон   |
| Ребека Крескоф     | Ленор Бернард |
| Грег Хенри         | Мајк Хант     |
| Лени Џејмс         | Чарли         |
| Стивен Амел        | Џејсон        |

## Епизоде
| Сезона | Сезона | Епизоде | Епизоде | Оригинално емитовање | Оригинално емитовање |
| Сезона | Сезона | Епизоде | Епизоде | Премијера            | Финале               |
| ------ | ------ | ------- | ------- | -------------------- | -------------------- |
|        | 1.     | 10      | 10      | 28. јун 2009.        | 13. септембар 2009.  |
|        | 2.     | 10      | 10      | 27. јун 2010.        | 12. септембар 2010.  |
|        | 3.     | 10      | 10      | 2. октобар 2011.     | 4. децембар 2011.    |